# Чуденичи (Логойский район)
Чуденичи (бел. Чу́дзенічы) — деревня в Логойском районе Минской области Беларуси. В составе Острошицкого сельсовета.

## География
Расположена в 8-ми километрах от районного центра Логойск, в 24 км от Минска, на севере Минской области. Через деревню проходит дорога республиканского значения с асфальтированным покрытием Р-40.

## Этимология
Возможно от названия племени чудь.

## История
Первое упоминание о деревне относится к XVI веку, тогда ещё под названием Дубровка.
До 24 мая 1960 года деревня входила в состав Острошицкого сельсовета, до 28 июля 1966 года — в состав Логозинского сельсовета.

## Население
На 1 декабря 2012 года в деревне насчитывается 180 жилых дворов с населением 511 человек.

## Инфраструктура
В деревне имеется детский сад, фельдшерско-акушерский пункт, магазин, сельский клуб, библиотека, агроусадьба «Роял Холл». Деревня имеет хорошее транспортное сообщение с городами Минск и Логойск. Через деревню проходят маршрутный автобус № 451 «Минск-Логойск», маршрутные такси. В трёх километрах от деревни расположен республиканский горнолыжный центр «Силичи», в пяти километрах — горнолыжный комплекс «Логойск».